# Frans van der Hoeven
Frans van der Hoeven (* 26. Januar 1963 in Vlaardingen) ist ein niederländischer Jazzmusiker (Kontrabass, Komposition).

## Leben und Wirken
Van der Hoeven begann im Alter von acht Jahren mit klassischem Gitarrenunterricht. In der Musikschule in Badhoevedorp begann er in einer Band Stücke von Benny Goodman zu spielen, wechselte aber dann zur Bassgitarre. Auf dem Konservatorium in Amsterdam begann er unter dem Einfluss von Arnold Dooyeweerd Kontrabass zu spielen.
Van der Hoeven bildete gemeinsam mit dem Pianisten Marc van Roon und dem Schlagzeuger Roy Dackus das European Jazz Trio, das 1995 sein erstes Album mit Beatles-Songs in neuen Arrangements veröffentlichte und mehr als 20 Jahre lang in Japan auf Tournee war. Als Mitglied in den Gruppen von Jesse van Ruller, Jasper Blom, Tineke Postma, dem Toon Roos, Fay Claassen, Eef Albers sowie Batida wurde er bekannt. Zudem hat er Clark Terry, Woody Shaw, Barney Wilen, Harry Sweets Edison, Art Farmer, Ronnie Cuber, Tom Harrell, Lee Konitz, Dee Dee Bridgewater, Toots Thielemans, Kurt Rosenwinkel und Fairuz begleitet. In Taiwan und Italien trat er mit Jack DeJohnette auf. Weiterhin machte er Aufnahmen mit Rob Madna, Han Bennink, Diederik Wissels/David Linx, Bart van Lier/Ilja Reijngoud, Art Farmer, Charlie Mariano, Lew Tabackin, dem Dutch Jazz Orchestra und Atzko Kohashi.
Van der Hoeven experimentiert mit elektronischen Effekten in Gruppen wie Red Yellow and Blue, dem Peter Tiehuis Trio Frapear und in seiner Soloshow Drum ’n Double Bass. 1997 hat er ein Soloalbum veröffentlicht, First Flight, ein Kontrabass-Feature in einer Fusion aus akustischer und elektronischer Musik. Im Bimhuis trat er im Duo mit dem Bassgitarristen Glenn Gaddum Jr. auf.
Van der Hoeven unterrichtet am Conservatorium van Amsterdam und am Koninklijk Conservatorium Den Haag.